# Kellia (mollusque)
Pour les articles homonymes, voir Kellia.
Genre
Kellia est un genre de mollusques bivalves de l'ordre des Vénéroïdes et de la famille des Lasaeidae,,, décrit par William Turton en 1822.

## Espèces
Selon Catalogue of Life :
- †Kellia antiqua Marwick, 1926
- Kellia becki W. H. Turton, 1932
- Kellia bullata R. A. Philippi, 1845
- Kellia bullula Deshayes, 1856
- †Kellia chevallieri Cossmann, 1887
- Kellia comandorica Scarlato, 1981
- Kellia cycladiformis Deshayes, 1839
- Kellia fabagella Conrad, 1832
- Kellia hawaiensis Dall, Bartsch & Rehder, 1938
- †Kellia inchoata Marwick, 1931
- †Kellia interstriata Aldrich, 1908
- Kellia jacksoniana E. A. Smith, 1884
- Kellia japonica Pilsbry, 1895
- Kellia kussakini Kamenev, 2004
- Kellia laperousii Deshayes, 1839
- Kellia leucedra Melvill, 1907
- Kellia macrodonta Deshayes, 1856
- Kellia minima Ponder, 1971
- Kellia minutissima Habe, 1960
- Kellia nuculina E. von Martens, 1881
- †Kellia ovoides Cossmann, 1887
- Kellia pauciplicata† Deshayes, 1858
- Kellia physema Melvill & Standen, 1899
- Kellia porculus Pilsbry, 1904
- Kellia rosea Lynge, 1909
- Kellia rotunda Deshayes, 1856
- Kellia santarosae Dall, 1916
- †Kellia saxiriva Hickman, 2015
- Kellia simulans E. A. Smith, 1907
- Kellia subelliptica Yokoyama, 1924
- Kellia suborbicularis (sv) Montagu, 1803
- Kellia subrotunda Dunker, 1882
- Kellia tsujitai Habe, 1959
- Kellia tumbesiana Stempell, 1899
- Kellia tumida Laseron, 1956
- †Kellia vokesi Hickman, 2015
- Kellia yorkensis Cotton & Godfrey, 1938